# Islamiska emiratet Afghanistan (1996–2001)
För 2020-talets ej internationellt erkända stat med samma namn, se Afghanistan.
Islamiska emiratet Afghanistan (pashto: د افغانستان اسلامي امارات, Da Afghanistan Islami Amarat) var en islamisk stat som styrdes av talibanrörelsen från 1996 till 2001. Även då deras makt kulminerade hade de aldrig kontroll över mer än cirka 90% av landet, resten styrdes av Norra alliansen. 15 augusti 2021 återtog talibanerna makten i Afghanistan och den 19 augusti deklarerade de återigen landet som islamiskt emirat.

## Historia

### Bakgrund
Talibanerna växte som politisk-religiös rörelse i den laglöshet som rådde i Afghanistan under början av 1990-talet under afghanska inbördeskriget. Med huvudsakligt stöd bland landets etniska pashtuner och utgångspunkt från Kandahar i söder vann man framgångar på en  blandning av traditionell pashtunsk stamkultur, konservativ nationalism och deobandilära, en fundamentalistisk form av islam, som  förespråkar  en återgång till ett islam från profeten Muhammeds tid, vilket resulterade i en ideologi fientlig till det som uppfattades som västerländskt och i allmänhet hot mot traditionella seder.

### Talibanernas maktövertagande 1996
I september år 1996 erövrade talibanerna huvudstaden Kabul från de styrande krigsherrarna efter en långvarig belägring. Man begick där den första av de aktioner som skulle isolera rörelsen från omvärlden då de intog FN-basen där den före detta presidenten Mohammed Najibullah hade tagit sin tillflykt. Därefter lät de tortera och avrätta honom. Man införde en strikt tolkning av religiös lag, sharia, i de områden man kontrollerade som särskilt begränsade kvinnors rättigheter men också medförde alltifrån spöstraff för ordningsbrott till amputation av händer eller fötter för stöld. Systematiska utrensningar riktades mot misstänkta kommunister, och de som på något sätt hade kopplingar till det gamla Folkdemokratiska partiet riskerade våldsamma förföljelser. Talibanerna lät också förbjuda praktiskt taget all opiumodling i landet på religiösa grunder. Inledningsvis stödde många civila afghaner talibanerna då de återinförde lag och ordning i ett genomkorrumperat, kaotiskt och krigshärjat samhälle.
Talibanerna uppbackades finansiellt av Saudiarabien, Förenade arabemiraten och Pakistan vilka också var de enda länderna som officiellt lät erkänna deras teokratiska styre, Islamiska emiratet Afghanistan. I exempelvis FN fortsatte delegater för Islamiska staten Afghanistan att representera landet fram till år 2001.

### Motstånd och fortsatt inbördeskrig
Motståndet mot talibanerna konsoliderades i Norra alliansen, ett förbund av krigsherrar varav flera från landets etniska minoriteter med bas i de norra provinserna. Krigsherren Ahmad Shah Massoud lät inrätta demokratiska institutioner och skydda kvinnors rättigheter i sina territorier för att klargöra skillnaden gentemot talibanstyret. Medan talibanerna intensifierade religiösa och etniska rensningar mot minoriteterna stärktes motståndet. Utrensningar riktade mot det shiamuslimska hazarafolket fick Iran att finansiera Norra alliansens krigsherrar. När talibanerna i augusti år 1998 intog Mazar-i-Sharif lät de inta det iranska konsulatet och avrätta åtta iranska diplomater och en journalist. Över 70 000 iranska soldater stod redo att invadera landet och störta talibanerna kort därefter men FN:s säkerhetsråd med USA i spetsen medlade och invasionen ställdes in.
År 1999 röstade Säkerhetsrådet igenom resolution 1267 som inledde sanktioner mot organisationer kopplade till al-Qaida eller talibanerna vilket slog hårt mot civilbefolkningen som var beroende av internationellt bistånd. Ytterligare isolering av landet kom då talibanerna stödde islamistiska rebellgrupper i Tjetjenien, Xinjiang och Kashmir vilket ökade fientligheten mot dem i Ryssland, Kina och Indien.

### Fall 2001
Islamiska emiratet Afghanistan avvecklades till följd av den USA-ledda invasionen av Afghanistan i oktober år 2001, föranledd av terrorattentaten 11 september. Talibanernas utrikesminister hade fördömt attentaten men Bushadministrationen lade ändå fram ett ultimatum att Usama bin Ladin skulle överlämnas och alla "terrorister" deporteras från Afghanistan. Bushadministrationen gick snabbt vidare med att klassificera talibanerna i allmänhet som terrorister och fortskred med krigsplanerna utan att förklara krig (annat än "mot terrorismen") och utan att hantera operationen som ett krig i folkrättslig betydelse. 7 oktober inleddes amerikanska flygattacker mot mål i Kabul, Kandahar och Jalalabad. 12 november erövrade amerikanska styrkor i samarbete med Norra alliansen huvudstaden och i början av 2002 hade man drivit talibanerna på flykten på samtliga fronter. Afghanska interimsadministrationen inrättades 22 december 2001 som provisorisk ockupationsregering under amerikansk ledning.